# Liz Shaw
Elizabeth Shaw, surnommée « Liz Shaw », est un personnage de fiction apparaissant dans la série de science-fiction britannique Doctor Who. Elle est interprétée par Caroline John, une actrice anglaise. Elle apparaît dans la saison 7 de 1970, composée de 4 arc scénaristiques, soit 25 épisodes, ainsi que dans les épisodes spéciaux The Five Doctors et Dimensions in Time. Elle est également représentée dans de nombreux romans et bandes dessinées de la série.

## Le personnage dans leWhoniverse[1]

### Saison 7 (1970)
Liz a travaillé à Cambridge avant d'entrer à U.N.I.T. Elle est spécialiste du domaine des pluies de météorites. Elle est appelée par le Brigadier à la suite d'une étrange pluie qui viendrait de s'abattre sur la terre. Avec l'apparition de mannequins en plastiques doués de volonté, les Autons, elle est contrainte de travailler avec un homme étrange se présentant comme étant le Docteur. À la fin de l'épisode, celui-ci souhaite que celle-ci devienne son assistante.
Elle y fera des rencontres avec les intra-terrestres Siluriens ainsi qu'avec des extra-terrestres "ambassadeurs" venus sur Terre. Dans l'épisode « Inferno » le Docteur rencontre l'alter ego de Liz, le chef de la section Elizabeth Shaw, une militaire belliqueuse et autoritaire au service d'un pouvoir dictatorial. Dans l'épisode télévisé on apprend que son personnage a démissionné par la suite de U.N.I.T. et est retourné à Cambridge. Dans le roman The Scales of Injustice Liz pense retourner à Cambridge mais retarde sa démission d'U.N.I.T. quand elle reçoit un appel qui lui révèle qu'un complot est engagé contre U.N.I.T. Le docteur quant à lui découvre qu'une autre colonie de Silurien est réveillé et il décide d'aller les rencontrer en paix mais tout cela ne se passe pas comme prévu  et le complot contre U.N.I.T est lié à la découverte des siluriens. Après tout cela Liz démissionne pour tenter d'améliorer le monde que le docteur lui a montré.

### Saison 20 (1983)
Alors que le Troisième Docteur, tout comme ses autres incarnations, tente de rejoindre la Tour Noire et la tombe de Rassilon dans The Five Doctors, il découvre sur son chemin Mike Yates ainsi qu'Elizabeth Shaw. En réalité, il ne s'agit que d'illusions, destinées à empêcher les visiteurs de la Tour d'avancer plus loin et ainsi, d'atteindre la tombe.

### Dimensions in Time(1993)
Liz Shaw apparaît une toute dernière fois dans Dimensions in Time, aux côtés du Troisième Docteur. Elle lui propose de l'aider, en allant affronter la Rani, une Dame du Temps renégate, d'elle-même; ce qu'elle fait, mais des passantes l'arrêtent. Elle disparaît et est remplacée par Mike Yates, à la suite des effets de la boucle temporelle, forçant le Docteur et sa compagne à changer d'apparence constamment. 

### Death of the Doctor(2010)
Dans Death of the Doctor, un épisode de la quatrième saison de The Sarah Jane Adventures, spin-off de Doctor Who, une militaire de U.N.I.T. annonce à Sarah Jane Smith que Liz Shaw ne pourra pas être présente aux prétendues funérailles du Docteur, car elle se trouve sur la base lunaire de l'organisation.

### Médias alternatifs (1993 - 2012)
Dans les années 1990, le personnage revient dans des épisodes en "Direct-to-Video" d'une série appelée P.R.O.B.E. 
Écrit par Mark Gatiss, il s'agit d'un spin-off non-officiel de Doctor Who (dans lequel le Docteur n'apparaît pas). Le P.R.O.B.E. est une unité chargée d'enquêter sur les phénomènes paranormaux dirigé par Liz Shaw.
Elle apparaît dans plusieurs Comics et romans de Doctor Who où elle fait des voyages avec lui à bord du TARDIS soit pendant ou après son départ de UNIT.
Dans un roman de 2003, Eternity Weeps, elle aide le Septième Docteur avec l'équipe de U.N.I.T. à enquêter sur un artéfact laissé sur la Lune. Elle meurt après avoir été contaminée par l'agent Jaune, un virus qui transforme l'oxygène en acide sulfurique, y compris celui des êtres vivants. Cet élément sera démenti dans The Sarah Jane Adventures.

## Personnalité et apparence

### Personnalité
Liz est une femme très intelligente qui aide le docteur dans ses expériences pour réparer la console du TARDIS. Elle éprouve une grande amitié pour le docteur. Courageuse, elle a souvent prouvé son courage face aux dangers. Elle est très habile en conduite et l'a prouvé en conduisant Bessie pour échapper à ses ravisseurs lors de l'épisode « The Ambassadors of Death. » Il est dit dans les romans que Liz aime fumer la pipe, un caractère que l'on retrouve dans le spin-off P.R.O.B.E.

## Liste des apparitions

### Épisodes deDoctor Who
- 1970 : Spearhead from Space
- 1970 : Doctor Who and the Silurians
- 1970 : The Ambassadors of Death
- 1970 : Inferno
- 1983 : The Five Doctors
- 1993 : Dimensions in Time

### Épisodes audio deBig Finish
- 2007 : The Blue Tooth
- 2010 : Shadow of the Past
- 2011 : The Sentinels of the New Dawn
- 2012 : Binary
- 2012 : The Last Post

### Apparitions dans les romans
- 1993 : Blood Heat
- 1996 : The Scales of Injustice
- 1996 : The Eye of the Giant
- 1997 : The Devil Goblins from Neptune
- 1997 : Eternity Weeps
- 1999 : The Wages of Sin